# 斯洛博丹·米什科维奇
斯洛博丹·米什科维奇（羅馬化：Slobodan Mišković，1944年12月12日—1997年7月4日），塞尔维亚男子手球运动员。他曾代表南斯拉夫国家队参加1972年夏季奥林匹克运动会手球比赛，获得一枚金牌。